# Pregarten
Pregarten är en stadskommun i distriktet Freistadti förbundslandet Oberösterreich i Österrike. Kommunen har 5 567 invånare (2024).
Kommunen består av 17 orter (Ortschaften) (inom parentes invånarantal 1 januari 2024):

- Aist (131)
- Burbach (68)
- Gmeinerhof (62)
- Greising (44)
- Greisingberg (77)
- Grünbichl (552)
- Halmenberg (81)
- Kranzlgarten (99)
- Kriechmayrdorf (76)
- Meitschenhof (106)
- Netzberg (60)
- Pregarten (3 177)
- Pregartsdorf (397)
- Reichenstein (22)
- Selker (116)
- Silberbach (437)
- Wörgersdorf (62)